# Nembrotha divae
Nembrotha divae är en snäckart som beskrevs av Ernst Marcus 1958. Nembrotha divae ingår i släktet Nembrotha och familjen Gymnodorididae. Inga underarter finns listade i Catalogue of Life.